# SITO Gruppo Industriale
La SITO Gruppo Industriale S.p.A. (acronimo di Silenziatori Torino) è stata un'azienda italiana che produceva marmitte e accessori per motoveicoli, commercializzandoli con i marchi Sito, LeoVince e SilverTail, il gruppo ha avviato la liquidazione volontaria il 2 ottobre 2013. A fine febbraio 2014 è stata ufficializzata una nuova partnership con il gruppo italiano Adler S.p.A.
Il marchio LeoVinci, divenuto piuttosto noto nelle competizioni motociclistiche degli anni ottanta e novanta, è stato trasformato in LeoVince nel 2001, allo scopo di sottolinearne l'aspetto sportivo.
Fondata a Torino nel 1954 da Pietro Mollo, l'azienda fu trasferita nella nuova sede di Monticello d'Alba nel 1962 ed è formata da un complesso industriale che si estende su una superficie di 80.000 m2, dei quali 20.000 coperti, con un centinaio di dipendenti e una produzione annua di circa 500.000 pezzi. La Sito comprende, inoltre, una sede commerciale negli Stati Uniti, uno stabilimento produttivo in Polonia e una rete distributiva in Europa, Australia e Giappone.
La gamma prodotti è suddivisa per tipologia e marchio:
- Sito: silenziatori per motori a 2 e 4 tempi destinati al mercato della ricambistica;
- LeoVince: silenziatori speciali per motori 2 e 4 tempi principalmente destinati ad implementare le prestazioni di scooter, sportive stradali, fuoristrada, oltre a centraline elettroniche e accessori in fibra di carbonio;
- SilverTail: silenziatori per il tuning di motocicli custom.

L'attività si estende anche allo studio di marmitte speciali destinate alle competizioni; ad esempio equipaggiava la Cagiva che ha partecipato al motomondiale 1988 della Classe 125 pilotata da Pier Paolo Bianchi, o quelle destinate alle Suzuki GSX-R destinate a competere nelle gare del campionato superstock britannico.